# Eutetranychus fici
Eutetranychus fici är en spindeldjursart som beskrevs av Meyer 1987. Eutetranychus fici ingår i släktet Eutetranychus och familjen Tetranychidae. Inga underarter finns listade i Catalogue of Life.